# Чемпионат Европы по настольному теннису 1976
10-й Чемпионат Европы по настольному теннису проходил с 27 марта по 4 апреля 1976 года в Праге (Чехословакия).

## Медалисты

### Мужчины
| Разряд               | Золото                                                                                              | Серебро                                                     | Бронза                                                                            |
| -------------------- | --------------------------------------------------------------------------------------------------- | ----------------------------------------------------------- | --------------------------------------------------------------------------------- |
| Одиночный разряд     | Жак Секретен                                                                                        | Анатолий Строкатов                                          | Милан Орловский                                                                   |
| Одиночный разряд     | Жак Секретен                                                                                        | Анатолий Строкатов                                          | Кристиан Мартен                                                                   |
| Парный разряд        | Чель Йоханссон Стеллан Бенгтссон                                                                    | Милан Орловский Ярослав Кунц                                | Драгутин Шурбек Антун Стипанчич                                                   |
| Парный разряд        | Чель Йоханссон Стеллан Бенгтссон                                                                    | Милан Орловский Ярослав Кунц                                | Ингемар Викстрём Бела Франк                                                       |
| Командное первенство | Югославия · Драгутин Шурбек · Антун Стипанчич · Миливой Каракашевич · Зоран Косанович · Дамир Юрциц | Швеция · Стеллан Бенгтссон · Чель Йоханссон · Ульф Торселль | СССР · Станислав Гомозков · Баграт Бурназян · Анатолий Строкатов · Саркис Сархаян |

### Женщины
| Разряд               | Золото                                                                    | Серебро                                              | Бронза                                                              |
| -------------------- | ------------------------------------------------------------------------- | ---------------------------------------------------- | ------------------------------------------------------------------- |
| Одиночный разряд     | Джилл Хаммерсли                                                           | Мария Александру                                     | Вибке Хендриксен                                                    |
| Одиночный разряд     | Джилл Хаммерсли                                                           | Мария Александру                                     | Анн-Кристин Хеллман                                                 |
| Парный разряд        | Джилл Хаммерсли Линда Ховард                                              | Алица Грофова Дана Дубинова                          | Моника Кнайп Агнеш Шимон                                            |
| Парный разряд        | Джилл Хаммерсли Линда Ховард                                              | Алица Грофова Дана Дубинова                          | Клод Бержере Брижитт Тири                                           |
| Командное первенство | СССР · Эльмира Антонян · Зоя Руднова · Татьяна Фердман · Валентина Попова | Англия · Джилл Хаммерсли · Линда Ховард · Кэрол Найт | Чехословакия · Бланка Шиганова · Илона Угликова · Милослава Зискова |

### Микст
| Разряд           | Золото                            | Серебро                        | Бронза                         |
| ---------------- | --------------------------------- | ------------------------------ | ------------------------------ |
| Смешанный разряд | Антун Стипанчич Эржебет Палатинуш | Милан Орловский Илона Угликова | Жак Секретен Клод Бержере      |
| Смешанный разряд | Антун Стипанчич Эржебет Палатинуш | Милан Орловский Илона Угликова | Станислав Гомозков Зоя Руднова |